# Láng Fülöp
Láng Fülöp (Nagykanizsa, 1838 – Budapest, Terézváros, 1900. május 18.) operaénekes (bariton).

## Pályafutása
Láng Lipót és Büchler Babetta fia. Szülei a kereskedelmi pályára szánták, de a művészet iránti érzék korán kifejlődött benne és az énekesi szánta magát. Szép bariton hangja feltűnt a szakértőkörökben s azok biztatására Bécsbe ment, ahol B. Rossi olasz énekmester és Richard Lewy vezetése alatt képezte magát. Első színpadi sikereit Lembergben aratta, ahol Donizetti Lammermoori Luciajában Lord Ashton szerepében lépett fel, majd Hamburgban, Hannoverben, Berlinben, Rotterdamban és Bécsben vendégszerepelt. Innen a bajor király meghívására Münchenbe lett szerződtetve az udvari színházhoz, ahol különösen kitűnt, mint Wagner-énekes. Majd két évet töltött a müncheni színháznál, ahonnan rövid időre Nürnbergbe ment. 1869. június 10-én fellépett a Nemzeti Színházban az Ernaniban, Don Carlos szerepében. A Zenészeti Lapok a következőt írta róla: »Hangja érces, rokonszenves s kivált középterjedelmében erőteljes és hajlékony is. Kiejtése, deklamácíója szabatos s már e tekintetben is nyereség, hogy nyelvünket bírja és tisztán ejti ki a szavakat.« Az 1870-es években a Nemzeti Színház kötelékébe lépett, melyben közel 20 évet töltött. 1874. november 29-én kötött házasságot Klein Rózával. Láng az új operaház megnyíltával is tagja maradt az operának és attól csak az 1890-es évek elején vált meg, ekkor nyugdíjba vonult. Halálát szervi szívbaj okozta.

## Szerepei
- Daniel Auber: A portici néma – Selva
- Ludwig van Beethoven: Fidelio – Pizarro
- Gaetano Donizetti: Lammermoori Lucia – Lord Henry Ashton
- Gaetano Donizetti: Don Pasquale – Malatesta
- Erkel Ferenc: Bánk bán – Biberach; Petur bán
- Erkel Ferenc: István király – Asztrik püspök
- Goldmark Károly: Merlin – Lancelot
- Charles Gounod: Faust – Valentin
- Charles Gounod: Romeo és Júlia – Mercutio
- Conradin Kreutzer: A granadai éji szállás – Vasco
- Jules Massenet: Heródiás – Vitellius
- Giacomo Meyerbeer: A hugenották – Nevers gróf
- Giacomo Meyerbeer: Dinorah – Hoël
- Giacomo Meyerbeer: Az afrikai nő – Nagy bramin
- Giacomo Meyerbeer: A próféta – Oberthal gróf
- Mihalovich Ödön: Hagbarth és Signe – Rolf
- Wolfgang Amadeus Mozart: Don Juan – címszerep
- Wolfgang Amadeus Mozart: Figaro lakodalma – Almaviva gróf
- Wolfgang Amadeus Mozart: A varázsfuvola – Öreg pap [Sprecher]
- Viktor Neßler: A säckingeni trombitás – Konradin
- Amilcare Ponchielli: La Gioconda – Barnaba
- Gioachino Rossini: A sevillai borbély – Figaro
- Gioachino Rossini: Tell Vilmos – címszerep; Gessler
- Robert Schumann: Manfred – 6. szellem
- Ambroise Thomas: Mignon – Lothario
- Giuseppe Verdi: A trubadúr – Luna gróf
- Giuseppe Verdi: Rigoletto – címszerep
- Giuseppe Verdi: La Traviata – Georges Germont
- Giuseppe Verdi: Aida – Amonasro
- Richard Wagner: Lohengrin – Telramund
- Richard Wagner: A nürnbergi mesterdalnokok – Sixtus Beckmesser
- Carl Maria von Weber: A bűvös vadász – Ottokar